# José Gustavo Guerrero
José Gustavo Guerrero (ur. 26 czerwca 1876, zm. 25 października 1958), salwadorski dyplomata i sędzia, ambasador we Włoszech (1912-1923) i przy Watykanie (1928-1930), także minister spraw zagranicznych kraju, prezes Stałego Trybunału Sprawiedliwości Międzynarodowej (1936-1946, wiceprezes w latach 1931-1936), następnie sędzia (1946-1958), prezes (1946-1949) i wiceprezes (1949-1955) Międzynarodowego Trybunału Sprawiedliwości w Hadze. 

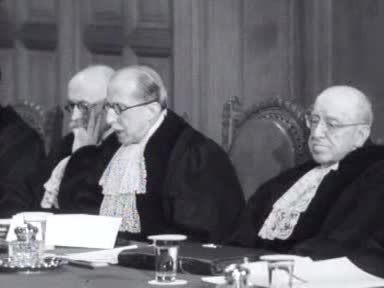
José Gustavo Guerrero (w środku) w 1948 roku